# Locke & Key (Fernsehserie)
Locke & Key ist eine US-amerikanische Mystery-Horror-Fernsehserie, deren erste Staffel im Februar 2020 auf Netflix veröffentlicht wurde und die auf den gleichnamigen Comics von Joe Hill und Gabriel Rodriguez basiert. Im März 2020 bestellte Netflix eine zweite Staffel, die am 22. Oktober 2021 veröffentlicht wurde. Im Dezember 2020 wurde eine finale dritte Staffel angekündigt, die im August 2022 erschien.

## Handlung
In der Serie geht es um die drei Locke-Geschwister Tyler, Kinsey und Bode, die, nachdem sie alle den Mord an ihrem Vater miterlebt haben, zusammen mit ihrer Mutter von Seattle zum Key House, dem Stammsitz der Familie Locke in Massachusetts, umziehen. Sie finden dort nach und nach mehrere magische Schlüssel, die ihnen verschiedene Fähigkeiten geben und sogar eine Tür zu einer anderen Welt öffnen. Bode entdeckt im Brunnenhaus des Key House eine Frau, die sich Dodge nennt und hinter den Schlüsseln her ist. Um an diese zu gelangen, bedroht sie die Kinder.

### Schlüssel
sortiert nach dem ersten Erscheinen in der Serie:
| Name                  | Funktion/Fähigkeit | Erstes Erscheinen in Folge             | Erstellt von        |
| --------------------- | --- | -------------------------------------- | ------------------- |
| Zündholzschlüssel     | die Spitze entzündet alles, was mit ihr berührt wird | Willkommen in Matheson (1x01)          |                     |
| Überall-Schlüssel     | passt in jedes Türschloss und bringt den Benutzer auf der anderen Seite an jeden beliebigen Ort, wenn ihm die Tür zu diesem bekannt ist | Willkommen in Matheson                 |                     |
| Spiegel-Schlüssel     | lässt ein Schlüsselloch im Glas von Spiegeln erscheinen. Nach dem Umdrehen wird das Spiegelbild eigenständig und lockt den Betrachter in einen magischen Raum dahinter, der einem Spiegelkabinett gleicht. | Willkommen in Matheson                 |                     |
| Kopf-Schlüssel        | lässt ein Schlüsselloch im Nacken von Personen entstehen und ermöglicht durch Umdrehen, in den Kopf der Person zu gehen, wo Erinnerungen angeschaut werden können. | Fallensteller / Hüter (1x02)           |                     |
| Geist-Schlüssel       | passt nur in eine bestimmte Tür im Key House. Nach Übertreten der Schwelle löst sich der Geist vom Körper, welcher wie tot am Boden liegen bleibt, während der Geist draußen frei herumschwebt. Bewegung in Geistform ist nur innerhalb des Locke-Anwesens möglich. | Kopfspiele (1x03)                      |                     |
| Echo-Schlüssel        | bringt im Brunnenhaus zum Key House das Echo einer verstorbenen Person zurück, das das Brunnenhaus aber nicht verlassen kann, außer mit dem Überall-Schlüssel. Das Echo vergeht, wenn es hinterher wieder ins Brunnenhaus zurückkehrt. | Kopfspiele                             |                     |
| Musik-Schlüssel       | passt in eine spezielle Spieluhr, durch deren Musik der Benutzer anderen befehlen kann, alles beliebige zu tun. | Familienbaum (1x05)                    |                     |
| Pflanzen-Schlüssel    | kann in Pflanzen und Bäume gesteckt werden, um etwa deren Wurzeln zu kontrollieren. | Familienbaum                           |                     |
| Gestaltschlüssel      | lässt ein Schlüsselloch unter dem Kinn des Trägers erscheinen, der durch Umdrehen des Schlüssels seine Gestalt beliebig verändern kann (außer in die Form existierender Personen). | Familienbaum                           |                     |
| Reparaturschlüssel    | passt in einen Schrank im Key House, der kaputte Gegenstände, die hineingelegt werden, repariert. | Die schwarze Tür (1x06)                |                     |
| Omega-Schlüssel       | öffnet nur die Omega-Tür in den Höhlen an den Klippen, die zu einer anderen Dimension voller Dämonen führt (Der erste Schlüssel, der je gefertigt wurde). | Ray of F**king Sunshine (1x08)         | Benjamin Locke 1775 |
| Schatten-Schlüssel    | wird in die Krone der Schatten gesteckt, deren Träger dadurch Schatten zum Leben erwecken und kontrollieren kann. | Echos (1x09)                           |                     |
| Hercules-Schlüssel    | wird in den dazugehörigen Gürtel gesteckt und verleiht dem Träger übermenschliche Stärke. | Die Premiere (2x01)                    |                     |
| Puppenhaus-Schlüssel  | passt in das Modellhaus des Key House und verändert in Echtzeit alles im großen Haus, was im kleinen Hause geändert wird. | Kleine Welt (2x03)                     |                     |
| Erinnerungs-Schlüssel | stellt die Erinnerung Erwachsener an Magie wieder her, indem er in das erscheinende Schlüsselloch in der Brust gesteckt wird. | Vergangenheit ist Vorgeschichte (2x05) | Duncan Locke        |
| Ketten-Schlüssel      | wird in das dazugehörige Vorhängeschloss gesteckt und verleiht seinem Nutzer Ketten, die ihm gehorchen. | Das Labyrinth (2x06)                   |                     |
| Dämonen-Schlüssel     | verknüpft einen Menschen (bzw. Wirt) mit einem Dämon, über den sowohl der Schlüsselerschaffer als auch der Nutzer Kontrolle haben. | Beste ausgeheckte Pläne (2x07)         | Duncan Locke        |
| Flügel-Schlüssel      | wird in den dazugehörigen Gürtel gesteckt und verleiht seinem Nutzer große, engelsähnliche Flügel. | Alpha und Omega (2x09)                 |                     |
| Alpha-Schlüssel       | tötet sowohl den Dämon als auch seinen Wirt. | Alpha und Omega                        | Tyler Locke         |
| Tier-Schlüssel        | verwandelt einen Menschen in ein Tier. | Die Schneekugel (3x01)                 |                     |
| Schnee-Schlüssel      | wird in eine Schneekugel gesteckt und versetzt dadurch das Key-Haus ins Innere dieser Schneekugel. | Die Schneekugel                        |                     |
| Zeit-Schlüssel        | ermöglicht eine befristete Zeitreise, wo man die Vergangenheit besuchen und mit ihr interagieren, sie aber nicht tatsächlich verändern kann, da alles mit der Rückkehr des Reisenden wieder gelöscht wird. Es können Dinge und Lebewesen in die Gegenwart mitgenommen werden, die aber nach dem Ablauf einer bestimmten Sanduhr wieder verschwinden, um ein Paradoxon zu verhindern. | Ungebetene Gäste (3x02)                |                     |
| Harlekin-Schlüssel    | schließt und öffnet eine magische Truhe, in der die Schlüssel und das Zubehör sicher verwahrt werden können. | Ungebetene Gäste                       | Benjamin Locke      |
| Abbild-Schlüssel      | lässt sich als Stift benutzen und macht das, was gezeichnet wird, real. | Der Vorhang (3x07)                     |                     |

## Besetzung und Synchronisation
Die deutsche Synchronisation entstand durch die Synchronfirma Iyuno Germany in Berlin (bei Staffel 1 noch unter dem Firmennamen Berliner Synchron GmbH Wenzel Lüdecke). Die Rohübersetzung und das Dialogbuch für Staffel 1 schrieb Werner Böhnke, ab Staffel 2 erledigte dies Eduard Monostori Erreth. Die Dialogregie für alle Staffeln führte Werner Böhnke.

### Hauptbesetzung
| Rollenname                                                             | Schauspieler/in                      | Hauptrolle | Nebenrolle                                  | Synchronsprecher/in                     |
| ---------------------------------------------------------------------- | ------------------------------------ | ---------- | ------------------------------------------- | --------------------------------------- |
| Nina Locke                                                             | Darby Stanchfield                    | 1.01–3.08  |                                             | Schaukje Könning                        |
| Tyler Locke                                                            | Connor Jessup                        | 1.01–3.08  |                                             | Johannes Walenta                        |
| Tyler Locke                                                            | Kind: Kyle Hodgson                   |            | 1.03                                        | Anni C. Salander                        |
| Kinsey Locke                                                           | Emilia Jones                         | 1.01–3.08  |                                             | Laura Elßel                             |
| Kinsey Locke                                                           | Kind: Kayla DeSouza                  |            | 1.03–1.04                                   | Valentina Bonalana                      |
| Bode Locke                                                             | Jackson Robert Scott                 | 1.01–3.08  |                                             | Jaron Müller Faris Herrmann (Staffel 2) |
| Scot Cavendish                                                         | Petrice Jones                        | 1.01–2.10  | 3.04, 3.08                                  | Sebastian Fitzner                       |
| Lucas „Dodge“ Caravaggio Alternative Form: Echo Alternative Form: Gabe | Felix Mallard                        |            | 1.05, 1.08–1.10, 2.10                       | David Turba                             |
| Lucas „Dodge“ Caravaggio Alternative Form: Echo Alternative Form: Gabe | Laysla De Oliveira                   | 1.01–1.10  | 2.01, 2.10, 3.03                            | Magdalena Turba                         |
| Lucas „Dodge“ Caravaggio Alternative Form: Echo Alternative Form: Gabe | Griffin Gluck                        | 1.02–2.10  |                                             | Oscar Räuker                            |
| Duncan Locke                                                           | Aaron Ashmore                        | 2.01–2.10  | 1.01–1.02, 1.05–1.06, 1.10, 3.02, 3.08      | Fabian Oscar Wien                       |
| Duncan Locke                                                           | Jugendlicher: Owen Ois               |            | 1.05, 1.09, 2.04–2.05, 3.02                 |                                         |
| Eden Hawkins                                                           | Hallea Jones                         | 2.01–2.10  | 1.01–1.06, 1.09–1.10, 3.01                  | Alice Bauer                             |
| Josh Bennet                                                            | Brendan Hines                        | 2.01–3.08  |                                             | Sven Fechner                            |
| Ellie Whedon                                                           | Sherri Saum                          | 3.01–3.08  | 1.01–1.06, 1.08–1.10, 2.10                  | Carmen Katt                             |
| Ellie Whedon                                                           | Jugendliche: Sabrina Saudin          |            | 1.05–1.06, 1.09, 2.04–2.05                  | Janine Stopper                          |
| Ellie Whedon                                                           | Alternative Form: Laysla De Oliveira |            | 1.10, 2.09–2.10                             | Magdalena Turba                         |
| Rufus Whedon                                                           | Coby Bird                            | 3.01–3.08  | 1.01–1.02, 1.04–1.05, 1.08–1.10, 2.05, 2.10 | Marcel Mann                             |
| Frederick Gideon                                                       | Kevin Durand                         | 3.01–3.08  | 2.01, 2.08–2.10                             |                                         |

### Nebenbesetzung
| Rollenname                | Schauspieler/in             | Nebenrolle                                        | Synchronsprecher/in |
| ------------------------- | --------------------------- | ------------------------------------------------- | ------------------- |
| Rendell Locke             | Bill Heck                   | 1.01–1.05, 1.07, 2.10, 3.02, 3.08                 | Tim Moeseritz       |
| Rendell Locke             | Jugendlicher: Nick Dolan    | 1.05–1.06, 1.08–1.09, 2.04–2.05                   | Nicolas Rathod      |
| Javi                      | Kevin Alves                 | 1.01–1.03, 1.06, 2.01, 2.04–2.09                  | Marc Bluhm          |
| Sam Lesser                | Thomas Mitchell Barnet      | 1.01–1.04, 1.06–1.07, 2.04, 2.09, 3.06            | Patrick Baehr       |
| Jackie Veda               | Genevieve Kang              | 1.01–1.06, 1.08–2.02, 2.04–2.06, 2.08–2.09        | Christina Wöllner   |
| Zadie Wells               | Asha Bromfield              | 1.01–1.02, 1.04, 1.06, 2.01–2.04, 2.08–2.10       | Lisa May-Mitsching  |
| Doug Brazelle             | Jesse Camacho               | 1.01–1.02, 1.04, 1.06, 2.01–2.04, 2.06, 2.08–2.10 | Fabian Kluckert     |
| Mark Cho                  | Ken Pak                     | 1.01, 1.09                                        | Stefan Bräuler      |
| Mark Cho                  | Jugendlicher: André Dae Kim | 1.05–1.06, 1.09, 2.04                             | Heiko Akrap         |
| Brinker Martin            | Kolton Stewart              | 1.01–1.03, 1.06, 2.01, 2.04–2.08, 2.10            | Maximilian Spitzer  |
| Joe Ridgeway              | Steven Williams             | 1.02–1.05, 1.09                                   | Ronald Nitschke     |
| Logan Calloway            | Eric Graise                 | 1.02–1.03, 1.05–1.06, 1.09, 2.01, 2.05, 2.08      | Felix Isenbügel     |
| Locksmith                 | Tom Savini                  | 1.02                                              | Jan Spitzer         |
| Chamberlin Locke          | Chris Britton               | 1.03, 2.02, 2.04, 2.09                            | Lutz Riedel         |
| Chad Garland              | Steven Love                 | 1.03                                              | Daniel Völz         |
| Erin Voss                 | Joy Tanner                  | 1.04, 1.08, 2.02–2.06                             | Ute Noack           |
| Erin Voss                 | Jugendliche: Nicole James   | 1.05–1.06, 1.08–1.09, 2.02–2.05                   | Friedel Morgenstern |
| Jugendliche: Kim Topher   | Ellen Olivia Giddings       | 1.05–1.06, 1.09                                   | stumm               |
| Jugendlicher: Jeff Ellis  | Aidan Shaw                  | 1.05–1.06, 1.09                                   | stumm               |
| Detective Daniel Mutuku a | Martin Roach                | 1.06, 1.08–1.10, 2.01, 2.08–2.10                  | Peter Sura          |
| Randy Lesser              | Thomas Mitchell             | 1.07                                              | Armin Schlagwein    |
| Great Gustave             | Chris Farquhar              | 1.08                                              | Oliver Bender       |
| Abby                      | Leishe Meyboom              | 2.01–2.05, 2.08–2.10                              |                     |
| Jamie Bennet              | Liyou Abere                 | 2.02–2.03, 2.06–2.09                              |                     |

Anmerkungen:
  
Joe Hill, Autor der Comicvorlage, und ihr Illustrator Gabriel Rodriguez haben einen Cameoauftritt als Sanitäter in der letzten Folge der ersten Staffel. Tom Savini, berühmter Spezialeffektkünstler für Horrorfilme, der in der Serie durch Kinseys Freunde, die "Savini-Gang", geehrt wird, hat ein Cameo als Baumarktverkäufer in der zweiten Folge der ersten Staffel.

## Episodenliste

### Staffel 1
| Nr. (ges.)                                                                   | Nr. (St.) | Deutscher Titel         | Originaltitel           | Regie                | Drehbuch                        |
| ---------------------------------------------------------------------------- | --------- | ----------------------- | ----------------------- | -------------------- | ------------------------------- |
| 1                                                                            | 1         | Willkommen in Matheson  | Welcome to Matheson     | Michael Morris       | Joe Hill & Aron Eli Coleite     |
| 2                                                                            | 2         | Fallensteller / Hüter   | Trapper / Keeper        | Michael Morris       | Liz Phang                       |
| 3                                                                            | 3         | Kopfspiele              | Head Games              | Tim Southam          | Meredith Averill                |
| 4                                                                            | 4         | Die Hüter der Schlüssel | The Keepers of the Keys | Tim Southam          | Mackenzie Dohr                  |
| 5                                                                            | 5         | Familienbaum            | Family Tree             | Mark Tonderai-Hodges | Andres Fischer-Centeno          |
| 6                                                                            | 6         | Die schwarze Tür        | The Black Door          | Mark Tonderai-Hodges | Brett Treacy & Dan Woodward     |
| 7                                                                            | 7         | Sezierung               | Dissection              | Dawn Wilkinson       | Michael D. Fuller               |
| 8                                                                            | 8         | Ray of F**king Sunshine | Ray of F**king Sunshine | Dawn Wilkinson       | Vanessa Rojas                   |
| 9                                                                            | 9         | Echos                   | Echoes                  | Vincenzo Natali      | Meredith Averill & Liz Phang    |
| 10                                                                           | 10        | Krone der Schatten      | Crown of Shadows        | Vincenzo Natali      | Carlton Cuse & Meredith Averill |
| Alle Episoden wurden weltweit am 7. Februar 2020 auf Netflix veröffentlicht. |           |                         |                         |                      |                                 |

### Staffel 2
| Nr. (ges.)                                                                    | Nr. (St.) | Deutscher Titel                 | Originaltitel          | Regie             | Drehbuch                        |
| ----------------------------------------------------------------------------- | --------- | ------------------------------- | ---------------------- | ----------------- | ------------------------------- |
| 11                                                                            | 1         | Die Premiere                    | The Premiere           | Mark Tonderai     | Meredith Averell & Carlton Cuse |
| 12                                                                            | 2         | Der Kopf und das Herz           | The Head and the Heart | Mark Tonderai     | Liz Phang                       |
| 13                                                                            | 3         | Kleine Welt                     | Small World            | Mairzee Almas     | Mackenzie Dohr                  |
| 14                                                                            | 4         | Vergiss mein nicht              | Forget Me Not          | Mairzee Almas     | Vanessa Rojas                   |
| 15                                                                            | 5         | Vergangenheit ist Vorgeschichte | Past is Prologue       | Carlton Cuse      | Meredith Averill                |
| 16                                                                            | 6         | Das Labyrinth                   | The Maze               | Mairzee Almas     | Kimi Howl Lee                   |
| 17                                                                            | 7         | Beste ausgeheckte Pläne         | Best Laid Plans        | Millicent Shelton | Michael D. Fuller               |
| 18                                                                            | 8         | Eisen im Feuer                  | Irons in the Fire      | Millicent Shelton | Jordan Riggs                    |
| 19                                                                            | 9         | Alpha und Omega                 | Alpha & Omega          | Mark Tonderai     | Meredith Averill & Liz Phang    |
| 20                                                                            | 10        | Cliffhanger                     | Cliffhanger            | Mark Tonderai     | Carlton Cuse & Meredith Averill |
| Alle Episoden wurden weltweit am 22. Oktober 2021 auf Netflix veröffentlicht. |           |                                 |                        |                   |                                 |

### Staffel 3
| Nr. (ges.)                                                                   | Nr. (St.) | Deutscher Titel  | Originaltitel     | Regie         | Drehbuch                        |
| ---------------------------------------------------------------------------- | --------- | ---------------- | ----------------- | ------------- | ------------------------------- |
| 21                                                                           | 1         | Die Schneekugel  | The Snow Globe    | Guy Ferland   | Liz Phang                       |
| 22                                                                           | 2         | Ungebetene Gäste | Wedding Crashers  | Guy Ferland   | Michael D. Fuller               |
| 23                                                                           | 3         | Fünf Minuten     | Five Minutes Past | Ed Ornelas    | Vanessa Rojas                   |
| 24                                                                           | 4         | Unerkannt        | Deep Cover        | Ed Ornelas    | Mackenzie Dohr                  |
| 25                                                                           | 5         | Die Belagerung   | Siege             | Marisol Adler | Meredith Averill                |
| 26                                                                           | 6         | Ein freier Vogel | Free Bird         | Marisol Adler | Jordan Riggs                    |
| 27                                                                           | 7         | Der Vorhang      | Curtain           | Jeremy Webb   | Carlton Cuse & Joe Hill         |
| 28                                                                           | 8         | Abschied         | Farewell          | Jeremy Webb   | Meredith Averill & Carlton Cuse |
| Alle Episoden wurden weltweit am 10. August 2022 auf Netflix veröffentlicht. |           |                  |                   |               |                                 |

## Hintergrund
Locke & Key basiert auf der gleichnamigen Comicbuchreihe von Joe Hill, die von 2008 bis 2013 bei IDW Publishing erschien.

### Vorgeschichte der Verfilmung
Als erste erlangte Dimension Films im Februar 2008 die Verfilmungsrechte, welche aber im Februar 2010 an Dreamworks Television übergingen. Dreamworks produzierte von Oktober 2010 bis Februar 2011 eine Pilotfolge einer Serie für 20th Century Fox Television, die bei der San Diego Comic-Con International gezeigt wurde. Im Mai 2011 gab Fox bekannt, dass die weitere Serie nicht umgesetzt werde.
2014 wurde auf der Comic-Con eine Filmtrilogie angekündigt, von der Joe Hill im Oktober 2015 sagte, dass sie nicht mehr realisiert werde. 2016 gab er bekannt, dass er eine Pilotfolge einer Serie für IDW Entertainment schreibe. Im April 2017 bestellte Hulu eine Pilotfolge. 2018 wurde im März bekanntgegeben, dass Hulu das Projekt abgab und an andere Anbieter zu verkaufen versuchte, und am 25. Juli, dass Netflix eine Serie von 10 Folgen bestellt habe.

### Produktion der Serie
Mit der Ausnahme von Jackson Robert Scott, der bereits im Pilot für Hulu Bode spielte, wurde die Besetzung für die Netflix-Serie neu gecastet. Die neue Hauptbesetzung wurde vom Dezember 2018 bis zum Februar 2019 bekannt gegeben.
Für die Serie benannte Joe Hill den Schauplatz von Lovecraft um in Matheson zu Ehren von Richard Matheson. Als Drehort für Matheson diente Lunenburg in Nova Scotia; das Key House wurde in den CineSpace Film Studios aufgebaut und gefilmt. Dreharbeiten in Toronto fanden von Februar bis Juli 2019 statt.
Schon vor der Verlängerung wurde bereits an der zweiten Staffel geschrieben.

## Rezeption
Auf Rotten Tomatoes wurde die erste Staffel der Serie mit 66 % positiven Bewertungen basierend auf 61 Kritiken ausgewertet. Auf Metacritic wurde die Serie basierend auf 20 Kritiken mit einem Metascore von 62 % ausgewertet.
Joachime Hentschel vom Spiegel meinte, die Serie sei „[w]ie Pokémon Go mit Schlüsseln“. Er kritisiert, dass „es unsagbar lange“ dauert, „bis ‘Locke & Key’ auch nur ein klein bisschen spannend wird. […] Selbst die Schlüsselsuche im Spukhaus wird, mit großen Kinderaugen und typischer Neugier-Musik, eher im Stil von Edeka-Weihnachtsspots inszeniert“. Er empfiehlt „[b]is Folge acht“ durchzuhalten, denn „dann wird es richtig gut“.
Andreas Fischer von der Mittelbayerischen Zeitung kommt zum Fazit, Locke & Key sei „[r]asant, klug, gruselig, spannend: ‘Locke & Key’ hat alles, was man sich von einer Mystery-Serie wünschen kann“.